# Moderhjärnan
Moderhjärnan (japanska: マザーブレイン?, Mazā Burein), engelska: Mother Brain, är en fiktiv skurk i datorspelsserien Metroid av Nintendo. Hon är en stor hjärna med ett öga, som oftast befinner sig inuti en glasbehållare. Därifrån kontrollerar hon Rymdpiraternas styrkor på planeten Zebes. Hon medverkar som slutboss i spelen Metroid och Super Metroid, och även som boss i Metroid: Zero Mission, en remake av Metroid. Hon har dessutom gjort flera framträdanden i andra medier, främst som huvudantagonist i Captain N: The Game Master.

## Koncept och egenskaper
Moderhjärnan skapades ursprungligen av Makoto Kano och designades av Hiroji Kiyotake för det första spelet i serien, Metroid till Famicom Disk System. Hon är avbildad som en stor hjärna med utstickande spikar och endast ett öga, och sitter oftast inuti i en stor glasbehållare. För att kunna attackera henne måste Samus först ha sönder glaset hon befinner sig i. Dock har Moderhjärnan ytterligare en form i spelet Super Metroid till Super Nintendo Entertainment System. Efter att till synes ha besegrats, reser hon sig, och visar sig ha en hel kropp med två ben att stå på.

## Framträdanden
Moderhjärnan debuterade 1986 i  Metroid och återkom sedan i det tredje spelet, Super Metroid, om släpptes 1994 . Sedan tog det 10 år, till 2004, innan hon dök upp i serien igen. Det var i Game Boy Advance-spelet Metroid: Zero Mission, en remake av Metroid, som även förklarar vad som händer efter att Moderhjärnan hade besegrats. I och med att spelet sedan fortsätter är det spelet det enda Metroid-spelet som hon inte är slutboss i när hon medverkar.
I Wii-spelet Metroid Prime 3: Corruption avslöjas det att Galaktiska Federationen har konstruerat biomekaniska superdatorer, kallade "Aurora Units", och att det finns planer att använda dem i ett "framtida Aurorakomplex". I Metroid: Other M har scenen då Moderhjärnan förintar bebismetroiden från Metroid II: Return of Samus och Super Metroid återskapats i en filmsekvens. Dessutom är spelets primära antagonist, MB, en android som till viss del är konstruerad med Moderhjärnans DNA, därav namnet. Moderhjärnan har även gjort cameos i andra Nintendospel, såsom Warioware, Inc.: Minigame Mania, Super Smash Bros. Brawl och Tetris DS.

### Fotnoter
1. ↑  ”Mother Brain” (på engelska). Giantbomb. http://www.giantbomb.com/mother-brain/3005-1302/. Läst 8 september 2015.